# United Volleys Frankfurt
O United Volleys Frankfurt foi um time alemão de voleibol masculino da cidade de Frankfurt am Main, situada no estado de Hesse que disputou a 1. Bundesliga, a primeira divisão do campeonato alemão, de 2015 a 2022.

## Histórico
O clube fundado em 2015 assumiu os direitos do TG 1862 Rüsselsheim e escolheu Frankfurt como o novo local com o nome United Volleys RheinMain. Na sua temporada de estreia, o clube chegou aos playoffs da 1. Bundesliga e conquistou o terceiro lugar do campeonato.

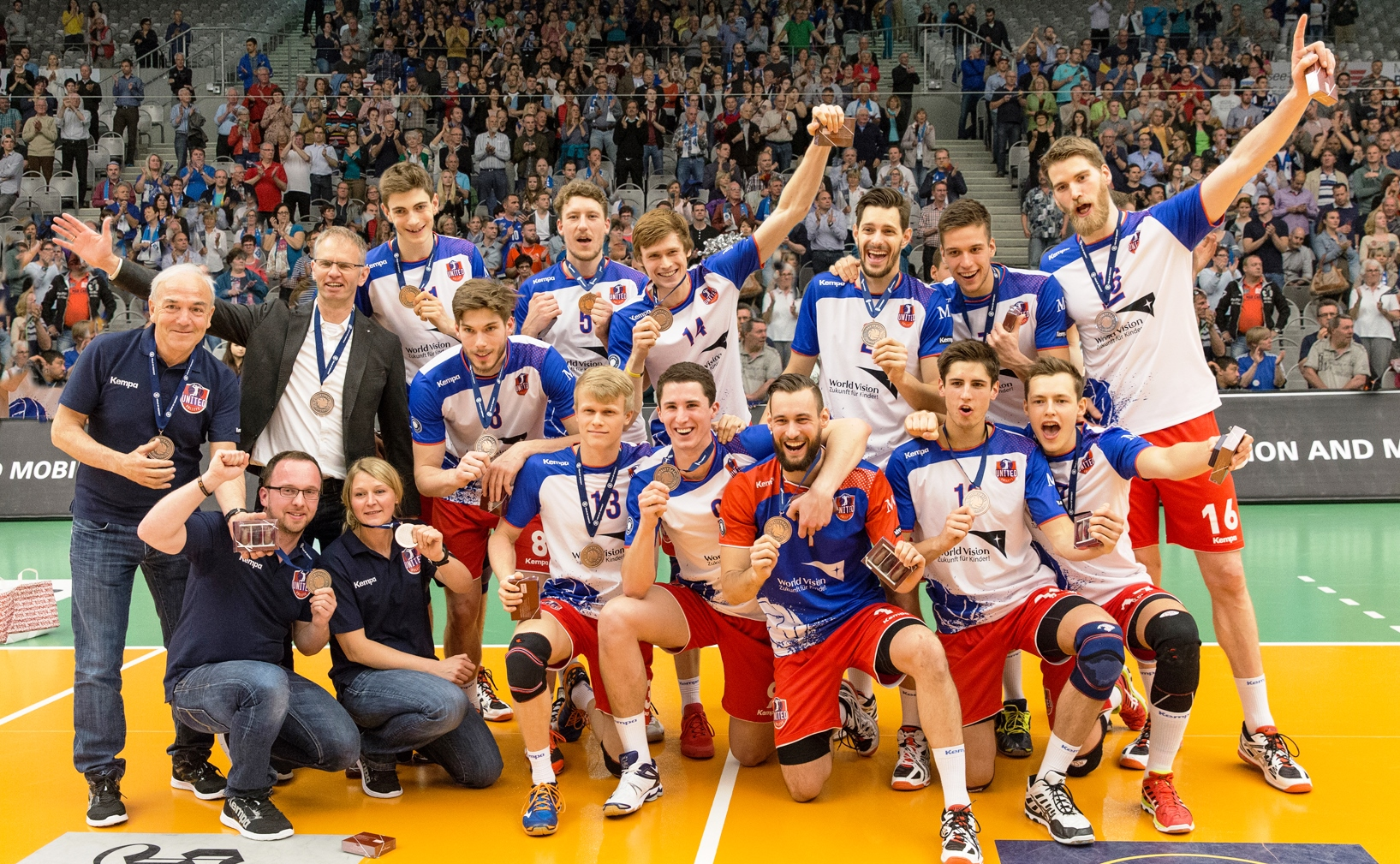
United Volleys Frankfurt conquista o terceiro lugar da 1. Bundesliga de 2015–16.

Na temporada 2016–17 disputou seu primeiro torneio continental, a Taça CEV. O clube de Frankfurt am Main perdeu os dois jogos das semifinais para o francês Tours Volley-Ball e finalizou o campeonato como um dos semifinalistas. Em 2019 o clube altera o seu nome para United Volleys Frankfurt.
Na temporada 2020–21 o clube conquista o seu primeiro título, a Copa da Alemanha de 2020–21, após vencer o Netzhoppers por 3 sets a 0.
Na temporada 2021–22, o United Volleys finaliza a fase classificatória do campeonato alemão na terceira colocação. Na rodada intermediária, o clube termina na última colocação do Grupo A, sem vencer nenhuma das 5 partidas disputas. Na fase dos playoffs, a equipe avança para as semifinais após vencer o SVG Lüneburg nas quartas de finais, porém é superado pelo Berlin Recycling Volleys – clube que viria a conquistar o título da temporada – por 3–1 na série. Em 12 de julho de 2022, a Volleyball Bundesliga (orgão responsável pela administração do campeonato alemão), anunciou por meio de informações à mídia que o clube não recebeu licença para a temporada 2022–23 por falta de comprovação econômica; a entidade esportiva decidiu não recorrer.

## Títulos
Campeonato Alemão
- Terceiro lugar: 2015–16, 2016–17, 2017–18

 Copa da Alemanha
- Campeão: 2020–21

 Supercopa Alemã
- Vice-campeão: 2020, 2021